# 袁熙
袁熙（？—207年），字顯奕，《後漢書》作顯雍，東漢末年人物，袁紹次子，是袁譚同父異母之弟，袁尚同母兄。

## 生平

### 管治幽州
袁紹打敗公孫瓚後，令袁熙為幽州刺史。

### 收留袁尚
袁尚被曹操破鄴後，投奔袁熙。建安十年（205年）袁熙部下焦觸和張南叛變，袁熙和袁尚逃到烏桓。建安十二年（207年），田疇幫助曹操為嚮導偷襲柳城，之後袁熙、袁尚與其盟軍烏桓蹋頓、遼西單于樓班、右北平單于烏延共數萬騎遇上曹操軍並引發白狼山之戰，曹操大將張遼斬蹋頓。隨後袁尚又與袁熙逃到遼東，投靠公孫康並覬覦其位，曹操以隔岸觀火之計不出擊以免公孙康和二袁联合，诱使公孫康殺了兄弟倆，還將他們的首級獻給曹操並表態歸順，北方統一。
袁熙、袁尚被公孫康生擒時坐在冷冰冰的地上，袁尚問公孫康取蓆，袁熙說：「我們的首級馬上就要被送給千里之外的曹操處了，還需要什麼坐蓆？」

## 部下
- 張南：叛變並攻擊袁尚、袁熙，迫使其投奔遼西烏桓，投降曹操。
- 焦觸：叛變並攻擊袁尚、袁熙，迫使其投奔遼西烏桓，投降曹操。
- 韓珩：任幽州別駕，焦觸叛變時有感受袁氏恩惠，拒絕一同叛變。
- 趙犢：袁熙將領，不得已降曹，之後與昔日同僚霍奴起兵攻殺曹操新置的幽州刺史、涿郡太守。
- 霍奴：袁熙將領，不得已降曹，之後與昔日同僚趙犢起兵攻殺曹操新置的幽州刺史、涿郡太守。

## 家人

### 父
- 袁绍

### 母
- 刘氏

### 妻
- 甄氏[1]，破鄴後改嫁曹丕。

### 后人
- 袁恕己，唐朝宰相，袁熙后嗣。

## 评价
- 刘表：「仁君度数弘广，绰然有馀。」

## 影視
- 1987年歌仔戏《金缕歌》：吴美饰演袁熙
- 2014年电视剧《曹操》：郭凯饰演袁熙